# Gorla Minore
Gorla Minore is een gemeente in de Italiaanse provincie Varese (regio Lombardije) en telt 7894 inwoners (31-12-2004). De oppervlakte bedraagt 7,7 km², de bevolkingsdichtheid is 100,06 inwoners per km².
De volgende frazioni maken deel uit van de gemeente: Prospiano.

## Demografie
Gorla Minore telt ongeveer 3075 huishoudens. Het aantal inwoners steeg in de periode 1991-2001 met 8,2% volgens cijfers uit de tienjaarlijkse volkstellingen van ISTAT.
| Jaar | Inwoneraantal |
| ---- | ------------- |
| 1991 | 6882          |
| 2001 | 7446          |

## Geografie
De gemeente ligt op ongeveer 237 m boven zeeniveau.
Gorla Minore grenst aan de volgende gemeenten: Cislago, Gorla Maggiore, Marnate, Mozzate (CO), Olgiate Olona, Rescaldina (MI), Solbiate Olona.